# Stenus picipennis
Stenus picipennis är en skalbaggsart som beskrevs av Wilhelm Ferdinand Erichson 1840. Stenus picipennis ingår i släktet Stenus, och familjen kortvingar. Arten har ej påträffats i Sverige.